# Pejkovac
Pejkovac (cyr. Пејковац) – wieś w Serbii, w okręgu toplickim, w gminie Žitorađa. W 2011 roku liczyła 1182 mieszkańców.